# Биролли, Ренато
Ренато Биролли (итал. Renato Birolli; 10 декабря 1905, Верона — 3 мая 1959, Милан) — итальянский художник. Один из создателей нового фронта искусств.

## Жизнь и творчество
Р.Биролли родился в семье заводского рабочего. В 1924 году он приезжает в Милан и там, совместно с художниками Ренато Гуттузо, Джакомо Манцу и Алиджи Сассу, создаёт авангардистскую группу. Художник начинает свой творческий путь как экспрессионист, с также ясно выраженным влиянием на его творчество живописи Ван Гога и Джеймса Энсора. В 1936 году Биролли посещает Париж, где увлекается фовизмом. В 1937 он вступает в художественное движениеКорренте и пишет статьи для художественных журналов этого направления.
Политические и творческие взгляды художника шли вразрез с позицией правившего Италией фашистского режима. Р.Биролли арестовывается властями и некоторое время находится в заключении. Вследствие этого после освобождения художник сближается с коммунистами и участвует в Движении Сопротивления.
В 1947 Биролли вновь приезжает в Париж, знакомится с творчеством Матисса, Пикассо и, под их влиянием, становится последователем посткубизма в живописи. Позднее художник разрабатывает свой собственный творческий стиль, некую лирическую форму абстракционизма. В том же 1947 году Р.Биролли участвует в движении Новый фронт за искусство («Fronte Nuovo delle Arti»). В 1952, после раскола «Фронта», Биролли, совместно с несколькими жудожниками, создаёт «Gruppo degli Otto».
Начиная с 1948 года Р.Биролли — многократный участник венецианских биеннале. Принимал также участие в выставках современного искусства в Касселе: documenta I (1955) и — посмертно — documenta II (1959).